# ドンラゴン
ドンラゴンは、テレビ東京系で1993年10月5日から1994年3月8日まで毎週火曜日夜6時30分～7時まで放送していたサンリオの子供向け番組、『大好き!ハローキティ』内で放送されていたアニメ、およびその作品の中に出てくる主人公の名前。正式名称は超ド級怪獣ドンラゴン。

## 概要
キャラクターデザインは当時サンリオに所属し現在はフリーで活躍している井上・ヒサトが担当した。
ドンラゴンは、サンリオが製作したキャラクターではあるが、上記番組の放送終了に伴い使用されなくなり、現在のところサンリオの公式ホームページにはドンラゴンのキャラクター紹介のページが掲載されていない。
なお、ドンラゴンのグッズにはサンリオの著作権表示がある。
また、キティレコード（現ユニバーサルミュージック）より1994年3月18日発売されたシングルCD「ぼくだよドンラゴン!/みんなにいちばん」（KTDR-2078）にもサンリオの著作権表示、および「サンリオキャラクター」の表記がある。

## あらすじ
どこかの宇宙にあるサッカースタジアム。ドンラゴランドのプリンスのドンラゴンは怪獣のサッカー選手である。ドンラゴンがサッカーの試合をしているとファウルもしていないのにいきなりレッドカードを出されて、おしおき怪獣軍団にいじめられている。実はおしおき怪獣軍団はドンラゴンをやっつけて、サッカースタジアムを占領しようというとんでもない作戦を考えているのだ。しかしドンラゴンはマドンラちゃんにキスを受けると百万馬力の力をだしておしおき怪獣をやっつける事が出来る。ドンラゴンはサッカースタジアムを守ることが出来るのだろうか？

## 登場人物
ドンラゴン
声：まるたまり
本作の主人公。どこかの宇宙にあるサッカースタジアムが本拠地のドジなサッカー選手。毎回ファウルも何もしていないのにレッドカードを出されておしおき怪獣軍団の攻撃を受けている。マドンラちゃんのキスを受けると百万馬力の力を発揮しておしおき怪獣をやっつける事が出来る。
マドンラちゃん
声：松下美由紀
ドンラゴンのガールフレンド。踊りや歌が大好きなチアガール。ドンラゴンにキスをするとドンラゴンは百万馬力の力が出すことが出来る。
モンスターザッキー
声：石井直子
ドンラゴンをやっつけてサッカースタジアムを占拠しようと毎回悪い事をしているおしおき怪獣軍団の女ボス。毎回登場するおしおき怪獣は、ザッキーがUFOキャッチャーでゲットしたカプセルの中に入っている。またゲームボーイソフト「サンリオタイムネット」でも敵キャラとして登場している。
びっくりパンダ
声：岩永哲哉
ドンラゴンが百万馬力で吼えたときに、びっくりするパンダ。
ゲララ
「サンリオタイムネット」では時のかけらとして登場する翼竜。

## イメージソング
「ぼくだよドンラゴン!」
- 作詞：並河祥太 作曲・編曲：大森俊之 歌：まるたまり[6]